# Boyeeghter Bay
Boyeeghter Bay eller Murder Hole Beach är en vik och naturskön sandstrand på norra Irland.   Den ligger i grevskapet County Donegal och provinsen Ulster, 230 km norr om huvudstaden Dublin.